# Nyolc Szarvas Jaguárkarom
Nyolc Szarvas Jaguárkarom (1063–1115) (mixték nyelven: Iya Nacuaa Teyusi Ñaña)), röviden 8 Szarvas a mexikói Oaxaca felföld prekolumbiánus állama, Tilantongo uralkodója volt a 11. században. Történetét a Zouche-Nuttall kódex, ez a 14. században készült képírásos mixték könyv beszéli el. A dokumentum 21. századi, részletes, bár véglegesnek nem tekinthető értelmezését John Pohl végezte el.

## Neve
A korabeli közép-amerikai gyakorlatnak megfelelően Nyolc Szarvas Jaguárkarom nevének első része születési idejére utal a 260 napos naptári cikluson belül, ami a napok jelölésére 13 számot és 20 természeti jelenséget (állatot, növényt és másokat) kombinál. 

## Élete
Apja Tilantongo főpapja, anyja Tecamachalco uralkodónője volt. Két fivére, „12 Földrengés Véres Jaguár” és „9 Virág Kopálgolyó Nyíllal” mindvégig hűséges harcostársa volt. Egyik féltestvér húga volt „6 Gyík Jáde-legyező”, aki kezdetben az ő menyasszonya és szeretője volt, majd ősellenségének, 11 Szél Véres Jaguárnak a felesége lett, aki egy közeli városállam uralkodója volt és jogot formált Tilantongo trónjára is. 

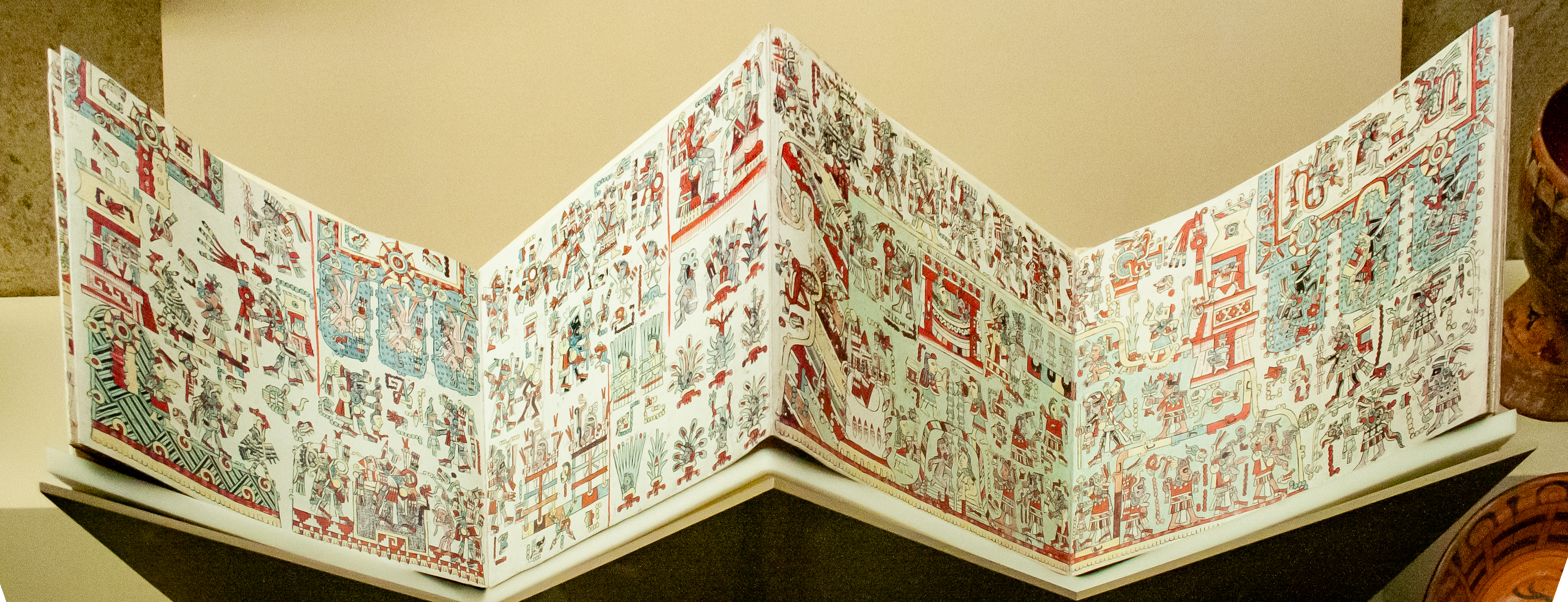
A Zouche-Nuttall kódex a British Museumban, a Nyolc Szarvas Jaguárkaromről szóló ismereteink fő forrása

Nyolc Szarvas uralkodására a nagy hadi sikerek voltak jellemzőek. A Zouche-Nuttall kódex 94 várost számlál, amelyeket uralkodása alatt hódítottak meg. Szinte mindig harcias jaguársisakkal ábrázolják. Általában Cholula nagy hatalmú tolték uralkodójával, 4 Jaguárral szövetségben hajtotta végre hódító hadjáratait, akitől türkiz orrdíszt kapott, ami a tolték királyi tekintély szimbóluma.
A kódexek több házasságáról is beszámolnak, amelyek úgy tűnik, hogy egy politikai stratégia részét képezték a térség feletti uralom megszilárdítása érdekében. Feleségül vette a 13 Kígyót, saját féltestvére és egykori menyasszonya, a 6 Gyík lányát is.
1101-ben 8 Szarvas végül meghódította vetélytársa, 11 Szél városát, megölte őt, aki féltestvérének férje és felesége apja volt. Megkínozta és megölte 11 Szél fiait, kivéve a legfiatalabbat, a 4 Szél nevűt. 1115-ben aztán 4 Szél egy nagyobb szövetség élén legyőzte 8 Szarvast és családjával együtt feláldozta őt az istenek oltárán.

## Emlékezete
Nyolc Szarvas volt az egyetlen mixték uralkodó, aki egyesíteni tudta a mixtékek által lakott területeket (La Mixteca) a hegyvidékeken, az alacsonyabban fekvő területeken és a partvidéken egyaránt. Ezért a mixték utókor nagy tisztelettel emlékezett meg róla, számos legenda fűződött a nevéhez, amelyeket a képírásos kódexekben is megörökítettek.

## Fordítás
- Ez a szócikk részben vagy egészben  az   Eight Deer Jaguar Claw című angol Wikipédia-szócikk ezen változatának fordításán alapul.  Az eredeti cikk szerkesztőit annak laptörténete sorolja fel. Ez a jelzés csupán a megfogalmazás eredetét és a szerzői jogokat jelzi, nem szolgál a cikkben szereplő információk forrásmegjelöléseként.